# Porella kurilensis
Porella kurilensis är en mossdjursart som beskrevs av Shunsuke F. Mawatari 1956. Porella kurilensis ingår i släktet Porella och familjen Bryocryptellidae. Inga underarter finns listade i Catalogue of Life.